# 애탄

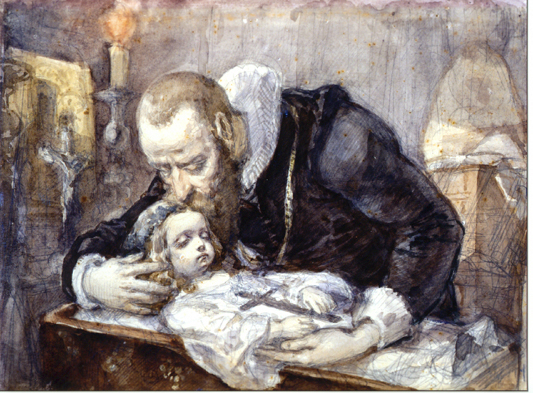
얀 코하노프스키와 함께있는 죽은 딸

애탄(哀歎), 통탄(痛歎), 한탄(恨歎)은 슬픔의 감정적 표현의 하나이다. 음악, 시, 노래 형식으로 자주 볼 수 있다. 이 슬픔은 후회나 상에 의한 경우가 많다. 후회하거나 무언가 잃어버린 것으로 인해 애탄하며 통곡, 신음과 울음을 동반하는 것이 일반적이다.

## 같이 보기
- 발라드 (문학)
- 절명시
- 도이나
- 엘레지

### Greek laments (Thrênoi, Moirológia)
- Andrea Fishman, "Thrênoi to Moirológia: Female Voices of Solitude, Resistance, and Solidarity" Oral Tradition, 23/2 (2008): 267–295 보관됨 2019-10-12 - 웨이백 머신
- Roderick Beaton, Folk Poetry of Modern Greece, Cambridge University Press, 2004
- Greek lament song (Mοιρολόϊ – Moiroloi) from Mani, performed in a funeral
- Greek lament song (Mοιρολόϊ – Moiroloi) from Epirus, instrumental